# Kevin Galván
Kevin Omar Galván López (ur. 10 marca 1996 w Colón) – panamski piłkarz występujący na pozycji lewego obrońcy, reprezentant Panamy, od 2025 roku zawodnik Sportingu San Miguelito.